# Morgan Tuck
Morgan Tuck (Grand Rapids, Míchigan, 30 de abril de 1994) es una jugadora de baloncesto estadounidense. Con 1.88 metros de estatura, juega en la posición de ala-pívot.